# Scopula pulverata
Scopula pulverata är en fjärilsart som beskrevs av Edward Alfred Cockayne 1950. Scopula pulverata ingår i släktet Scopula och familjen mätare. Inga underarter finns listade.